# Gabriel Fortelius
Gabriel Fortelius, född 11 augusti 1700 i Björneborg, död 24 november 1788 i Borgå, var biskop i Borgå stift.
Gabriel Fortelius föddes i Björneborg som son till professorn i grekiska och hebreiska vid Akademien i Åbo, kyrkoherden i Ulfsby Gabriel Fortelius och hans andra hustru Maria Arctopolitana. Han var elev vid Raumo trivialskola under åren 1711-1713. Han lyckades 1719 efter tidigare försök att ta sig till Stockholm med saltuppköpare och avlade där studentexamen för den likaså på flykt varande rektorn för Akademien i Åbo Anders Pryss. Samma sommar skrevs han också in vid Satakunta nation i Åbo. För att försörja sig i Stockholm hade Fortelius varit informator och detta fortsatte han med i Åbo. Han försvarade år 1724 en avhandling i dogmatik i den filosofiska fakulteten men den ansågs vara för teologisk för fakulteten. Han reparerade detta genom att i juni 1726 försvara en annan avhandling om själens odödlighet för samma professor. Han försvarade samma år ytterligare en avhandling i filosofi. Han promoverades till magister i juni 1726.
Efter promotionen inriktade sig Fortelius på lärarbanan och  blev 1728 adjunkt vid Borgå gymnasium. Följande år blev han prästvigd och utsågs till ärkediakon i Borgå stift. Då lektoratet i historia och morallära vid gymnasiet blev ledigt 1732 utsågs Fortelius till detta. År 1742 kallade Björneborgs och Ulfsbys församling honom till kyrkoherde och han utsågs till länsprost 1744. Han stannade ändå på hemorten bara under tre år. Sedan utsågs han 1745 till kyrkoherde i Borgå. Redan följande år avancerade han till stiftets domprost. År 1752 erhöll han doktorsgraden i teologi. Han var kandidat för biskopsämbetet i Åbo år 1756 men fick inte befattningen. Däremot kallades han nästan enhälligt till biskopsämbetet i Borgå år 1762 och skötte det till sin död 1788. Som biskop var han kyrkoherde i Lampis, Mörskom och Sibbo församlingar.
Genast i början av sin tid som biskop tog han itu med vidsträckta visitationer . År 1763 inspekterade han hela sitt domprosteri och följande år delar av Savolax och hela Karelen. Fortelius deltog i riksdagarna som medlem av prästeståndet åren 1740–1741, 1760–1762, 1765–1766, 1769–1770 och 1771–1772. På riksdagen 1765 svimmade han på sekreta utskottets möte och hans nerver och hörsel tog livslång skada. Han måste avstå från visitationer men ordnade två synodalmöten 1768 och 1774. Han erhöll riddartecknet av Nordstjärneorden år 1784. Utöver sina akademiska publikationer skrev Fortelius egentligen endast en likpredikan över biskop Johannes Gezelius.
Fortelius var gift fyra gånger. Hans första hustru från 1732 var Christina Fridelin, den andra från 1746 Maria Charlotta von Heland och den tredje från 1753 Eva Maria Schultz. Dessa tre dog alla i barnsäng. Den fjärde hustrun var Wendla Juliana von Glan, som hade varit hans företrädare biskop Johan Nylanders hustru, och hon överlevde honom till 1799. Fortelius hade i det första äktenskapet sju barn.

### Webbkällor
- Laine, T:  Fortelius, Gabriel, Kansallisbiografia-verkkojulkaisu. Studia Biographica 4. Helsinki: Suomalaisen Kirjallisuuden Seura, 1997– (läst 1.5.2025)
- Kotivuori, Y: Gabriel Fortelius, Helsingfors universitets studentmatrikel 1640–1852, nätpublikation 2005 (läst 1.5.2025)